# Thyridia
Thyridia, monotipski biljni rod iz porodice Phrymaceae, dio je tribusa Mimuleae. Jedina vrsta je T. repens, polugrm iz Australije i Novog Zelanda

## Opis
“Puzavi majmunski cvijet” je sukulentna, višegodišnja zeljasta biljka. Svi dijelovi goli.. to je vrsta s jajolikim, sjedećim listovima dugim do 5 mm nagomilanim oko čvorova korijenja. Dvostrano simetrični ili zigomorfni dvousni cvjetovi imaju bijelu ili žutu cijev koja je ponekad crvena ili ljubičasto točkasta. Cvjetovi se pojavljuju tijekom cijele godine, a vrhunac je od rujna do travnja. Višesjemena plodna čahura je jajolika. 

## Stanište
Nalazi se u svim australskim državama na močvarnim mjestima i na rubovima obalnih i kopnenih slanih močvara. To je je močvarna biljka i podnosi poplave i slane uvjete. Čini atraktivnu vodenu biljku na rubu ribnjaka. Razmnožavanje je dijeljenjem. Vrsta je netolerantna na konkurenciju viših biljaka ili brzo rastućih vrsta koje stvaraju prostirke.

## Sinonimi
- Mimulus repens R.Br.; Prodr. Fl. Nov. Holland. 432 (1810)